# Бегниште
Бегниште (мкд. Бегниште) је насеље у Северној Македонији, у јужном делу државе. Бегниште је насеље у оквиру општине Кавадарци.

## Географија
Бегниште је смештено у јужном делу Северне Македоније. Од најближег већег града, Кавадараца, насеље је удаљено 18 km јужно.
Насеље Бегниште се налази у историјској области Витачево. Село је положено са десне стране Црне реке, која је у овом делу изградњом бране претворена у вештачко Тиквешко језеро. Источно од насеља уздиже се брдско подручје Витачево. Насеље је положено на приближно 400 метара надморске висине. 
Месна клима је континентална. 

## Становништво
Бегниште је према последњем попису из 2002. године имало 369 становника.
Већинско становништво у насељу су етнички Македонци (99%), а остало су Срби.
Претежна вероисповест месног становништва је православље.